# Muldrow-Gletscher
Der Muldrow-Gletscher ist ein 50 km langer Talgletscher an der Nordwestflanke der Alaskakette in Alaska (USA). Benannt wurde der Gletscher nach Robert Muldrow II. (1864–1950), US-amerikanischer Geologe und 1888 Mitbegründer der National Geographic Society.

## Geografie
Der Gletscher befindet sich vollständig innerhalb des Denali-Nationalparks. Das Nährgebiet des Muldrow-Gletschers befindet sich an der Nordostflanke des Denali-Massivs. Der Harper-Gletscher, der zwischen Haupt- und Nordgipfel des Denali strömt, bildet den Quellgletscher des Muldrow-Gletschers. Dieser strömt in ostnordöstlicher Richtung. Er nimmt dabei den Traleika-Gletscher und den Brooks-Gletscher, beide von rechts, auf. Der Muldrow-Gletscher wendet sich schließlich auf den letzten 15 km nach Norden. Das untere Gletscherende liegt auf einer Höhe von 900 m. Der Muldrow-Gletscher wird über den McKinley River und den Kantishna River entwässert. Die durchschnittliche Gletscherbreite beträgt 2,2 km.